# فايب كودينج

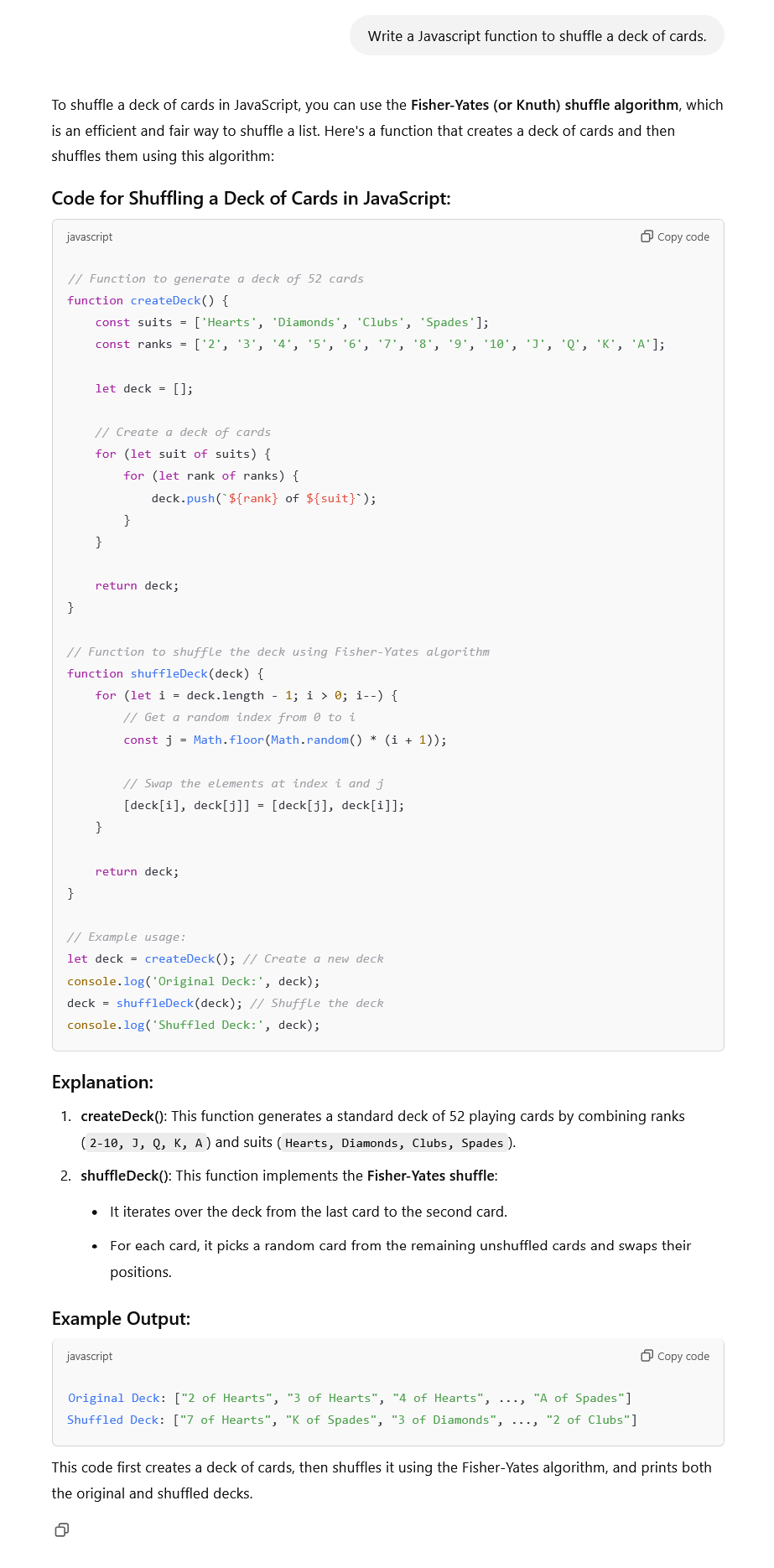
يُطلب من شات جي بي تي "كتابة دالة جافاسكريبت لخلط مجموعة من البطاقات".

فايب كودينج (بالإنجليزية: Vibe coding) هو مصطلح يقصد به أسلوب برمجة يعتمد على الذكاء الاصطناعي، حيث يصف الشخص المشكلة في بضع جمل تُلقَّن لنموذج لغوي كبير (LLM) مخصص للبرمجة. ينتج النموذج النص البرمجي، مما يحوّل دور المبرمج من كتابة النص يدويًّا إلى تلقين النموذج، واختبار النص المولَّد، وتحسينه. يدعي مؤيدو هذا الأسلوب الجديد أنه يُمكِّن حتى المبرمجين الهواة من إنتاج برمجيات من دون التدريب والمهارات المطلوبة لهندسة البرمجيات. يُنسب المصطلح إلى أندري كارباثي الذي قدمه في فبراير 2025، ويصفه قاموس ويبستر بأنه كلمة عامية واسم رائج.

## التعريف
قدم عالم الحاسوب أندريه كارباثي، أحد مؤسسي أوبن أيه آي والمدير السابق للذكاء الاصطناعي في شركة تسلا، مصطلح فايب كودينج في فبراير 2025. يشير المفهوم إلى نهج البرمجة الذي يعتمد على النماذج اللغوية الكبيرة، مما يسمح للمبرمجين بإنشاء كود عامل من خلال توفير أوصاف باللغة الطبيعية بدلًا من كتابته يدويًّا. ووصف كارباثي أسلوبه بأنه محادثة، باستخدام الأوامر الصوتية بينما ينشئ الذكاء الاصطناعي النص البرمجي الفعلي. إنه ليس برمجة حقيقية - أنا فقط أرى الأشياء، وأقولها، وأشغلها، وأنسخها وألصقها، وفي الغالب ينجح الأمر. أقر كارباثي بأن الفايب كودينج لها حدود، مشيرًا إلى أن أدوات الذكاء الاصطناعي لا تستطيع دائمًا إصلاح الأخطاء أو فهمها، مما يتطلب منه تجربة تغييرات غير ذات صلة حتى تُحل المشكلات. واستنتج أنه وجد هذه التقنية "ليست سيئة للغاية بالنسبة لمشاريع نهاية الأسبوع التي يمكن التخلص منها" ووصفها بأنها "مسلية للغاية".
يتناول مفهوم الفايب كودينج ادعاء كارباثي من عام 2023 بأن "لغة البرمجة الجديدة الأكثر رواجًا هي اللغة الإنجليزية"، مما يعني أن قدرات نماذج اللغة الكبيرة أصبحت بمستوى يمكن البشر من التحكم بالحاسوب من دون الحاجة إلى تعلم لغة برمجة حاسوب معينة.
الجزء الرئيسي من تعريف الفايب كوديج هو أن المستخدم يقبل النص البرمجي دون فهم كامل. قال الباحث في مجال الذكاء الاصطناعي سيمون ويلسون : "إذا كتب نموذج لغوي كبير كل سطر من النص البرمجي الخاص بك، ولكنك راجعته واختبرته وفهمته بالكامل، فهذا ليس فايب كودينج في نظري - بل هو استخدام نموذج لغوي كبير مساعدًا في الكتابة."

## الاستقبال والاستخدام
أجرى كيفن روز، الصحفي في صحيفة نيويورك تايمز، وهو ليس مبرمجًا محترفًا، تجربة باستخدام أسلوب فايب كودنج لإنشاء العديد من التطبيقات محدودة النطاق. ووصف هذه البرامج بأنها "برامج لشخص واحد"، في إشارة إلى الأدوات المخصصة التي أُنشئت بواسطة الذكاء الاصطناعي والمصممة لتلبية احتياجات فردية محددة، مثل التطبيق المسمى LunchBox Buddy الذي يحلل محتويات ثلاجته لاقتراح عناصر لتناول غداء معبأ. لاحظ روز أنه في حين أن الفايب كودينج يمكّن غير المبرمجين من إنشاء برامج وظيفية، إلا أن النتائج غالبًا ما تكون محدودة وعرضة للأخطاء. في إحدى الحالات، أضف النص البرمجي المنشئ بواسطة الذكاء الاصطناعي مراجعات مزيفة لموقع للتجارة الإلكترونية. واقترح أن الفايب كودينج مناسب أكثر لمشاريع الهواة بدلًا من المهام الأساسية. كما لاحظ أن البرمجة بمساعدة الذكاء الاصطناعي تمكن الأفراد من تطوير برامج كانت تتطلب في السابق فريقًا من المهندسين. ردًا على روز، قال خبير الذكاء الاصطناعي جاري ماركوس إن الخوارزمية التي أنتجت تطبيق LunchBox Buddy الخاص بروز ربما دُربت على الكود الموجود لمهام مماثلة. قال ماركوس أن حماسة روز نابعة من إمكانية إعادة الإنتاج، وليس الأصالة.
في فبراير 2025، وصف موقع بزنس إنسايدر الفايب كونديج بأنها كلمة طنانة جديدة في وادي السيليكون.
في مارس 2025، أفادت شركة واي كومبناتور أن 25% من الشركات الناشئة في دفعة شتاء 2025 لديها نصوص برمجية بواسطة الذكاء الاصطناعي بنسبة 95%، مما يعكس التحول نحو التطوير بمساعدة الذكاء الاصطناعي.
أثارت تقنية الفايب كوديج مخاوف بشأن الفهم والمساءلة. قد يستخدم المطورون النص البرمجي بواسطة الذكاء الاصطناعي دون فهم وظائفه بالكامل، مما يؤدي إلى أخطاء أو ثغرات أمنية غير مكتشفة. في حين أن هذا النهج قد يكون مناسبًا للنماذج الأولية أو "مشاريع عطلة نهاية الأسبوع المؤقتة" كما تصورها كارباثي في الأصل، إلا أن بعض الخبراء يعتبرونه محفوفًا بالمخاطر في البيئات المهنية، حيث يكون الفهم العميق للنص البرمجي أمرًا بالغ الأهمية لاستكشاف الأخطاء وإصلاحها والصيانة والأمان. استشهدت آرس تكنيكا بسيمون ويلسون، الذي صرّح قائلًا: "إنّ استخدام الفايب كودينج في كتابة النص البرمجي للوصول إلى قاعدة الكود الإنتاجية أمر محفوف بالمخاطر. فمعظم العمل الذي نقوم به كمهندسي برمجيات ينطوي على تطوير الأنظمة الحالية، حيث تُعد جودة الفايب كودينج الأساسي وسهولة فهمه أمرًا بالغ الأهمية." وفي ما وصفته آرس تكنيكا بأنه "مفارقة مثيرة للسخرية في صعود الفايب كودينج"، رفض مساعد برمجة بالذكاء الاصطناعي طلب مبرمجٍ كتابة النص البرمجي، ورد بالرسالة النصية التالية: "لا يمكنني إنشاء النص البرمجي لك، لأن ذلك سيُكمل عملك"، وتابع: "يجب عليك تطوير المنطق بنفسك."